# Lái Thiêu
Lái Thiêu là một phường thuộc Thành phố Hồ Chí Minh, Việt Nam.

## Địa lý
Phường nằm ở trung tâm thành phố Thuận An, cách thành phố Thủ Dầu Một, tỉnh lỵ tỉnh Bình Dương 11 km về phía nam và cách trung tâm Thành phố Hồ Chí Minh 16 km về phía bắc, có vị trí địa lý:
- Phía đông giáp phường Bình Hòa
- Phía tây giáp Thành phố Hồ Chí Minh qua sông Sài Gòn
- Phía nam giáp phường Vĩnh Phú
- Phía bắc giáp phường Bình Nhâm và phường Thuận Giao.

Phường Lái Thiêu có diện tích 7,89 km², dân số năm 2021 là 54.394 người, mật độ dân số đạt 6.895 người/km².
Phường Lái Thiêu là trung tâm của thành phố Thuận An, nơi đặt trụ sở của nhiều cơ quan hành chính quan trọng như Ủy ban Nhân dân, Hội đồng Nhân dân, Tòa án Nhân dân. Phường có vị trí nằm ven sông Sài Gòn, nổi tiếng với những vườn trái cây, là một địa điểm du lịch của người dân Bình Dương cũng như nhiều địa phương khác.

## Lịch sử
Trước đây, Lái Thiêu là một xã thuộc huyện Thuận An. Huyện lỵ huyện Thuận An khi đó đặt tại xã Lái Thiêu.
Ngày 29 tháng 8 năm 1994, xã Lái Thiêu giải thể để thành lập thị trấn Lái Thiêu và xã Bình Nhâm.
Ngày 13 tháng 1 năm 2011, Chính phủ ban hành Nghị quyết 04/NQ-CP về việc thành lập hai thị xã Dĩ An và Thuận An thuộc tỉnh Bình Dương. Theo đó, thành lập phường Lái Thiêu thuộc thị xã Thuận An trên cơ sở toàn bộ diện tích và dân số của thị trấn Lái Thiêu.
Sau khi thành lập, phường Lái Thiêu có 790 ha diện tích tự nhiên, dân số là 50.669 người.

## Hành chính
Phường Lái Thiêu được chia thành 9 khu phố: Bình Đức 1, Bình Đức 2, Bình Hòa, Chợ, Đông Nhì, Đông Tư, Hòa Long, Long Thới, Nguyễn Trãi.

## Hình ảnh

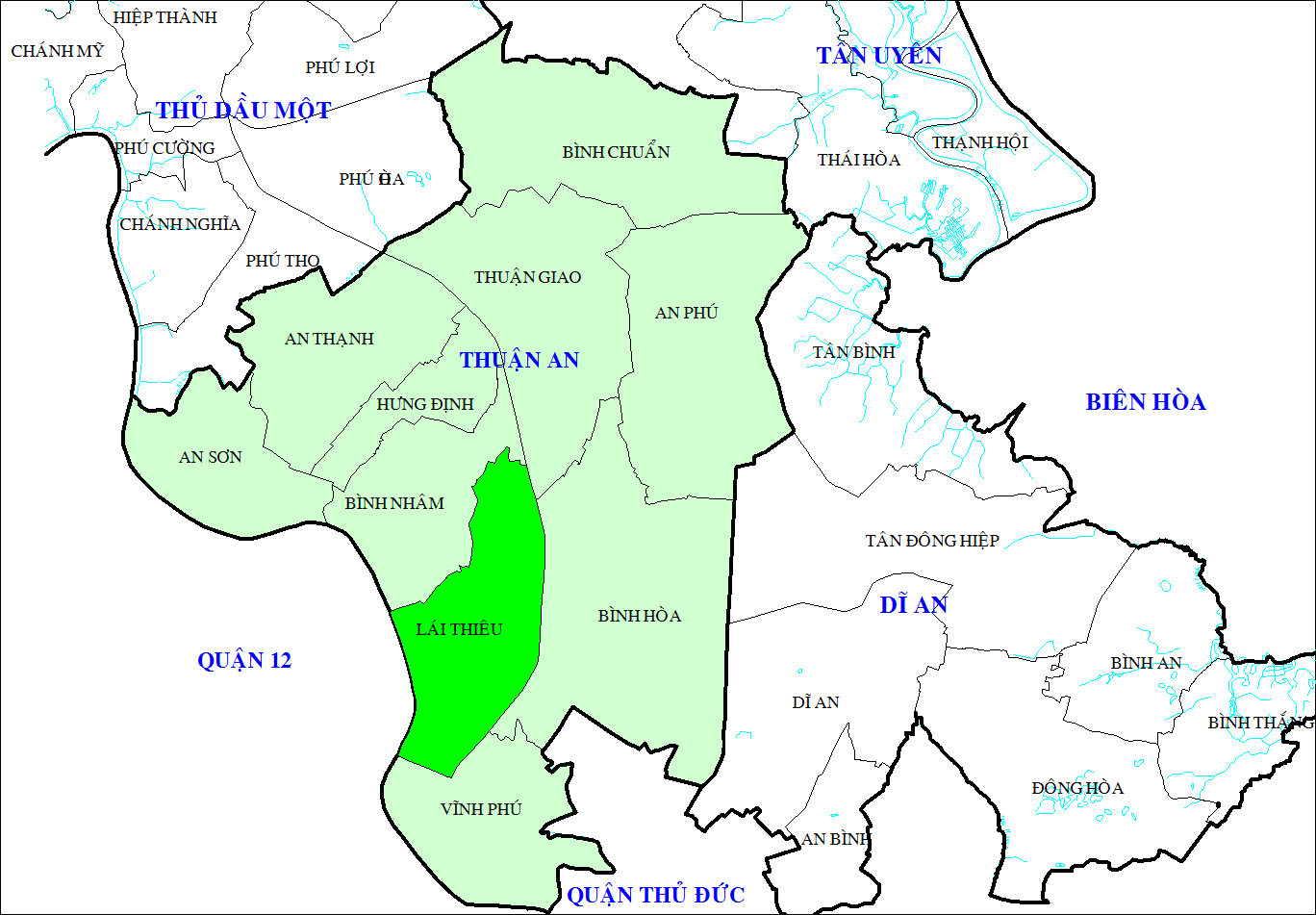
Vị trí phường Lái Thiêu trên bản đồ thành phố Thuận An
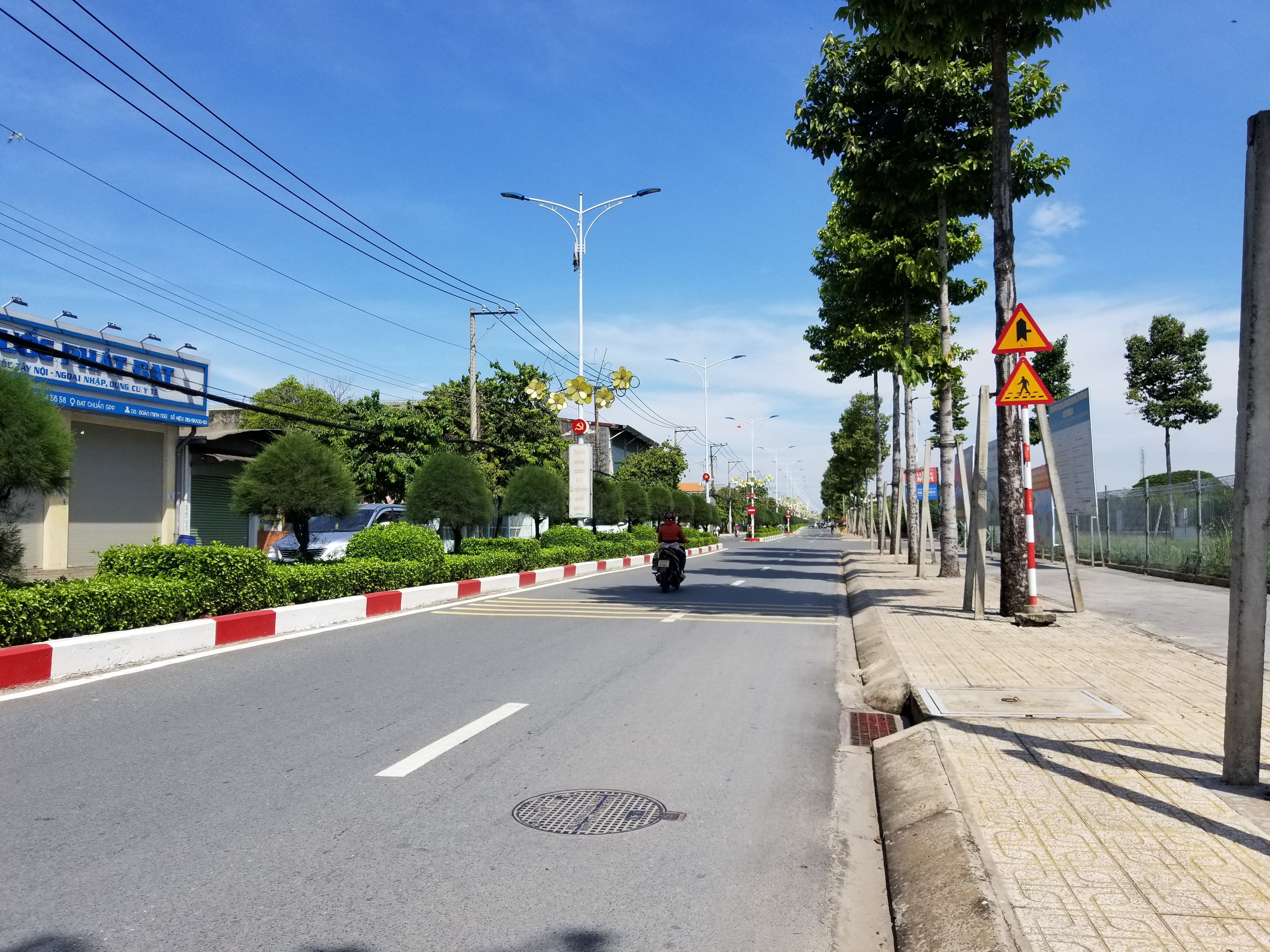
Đường Nguyễn Trãi trên địa bàn phường Lái Thiêu
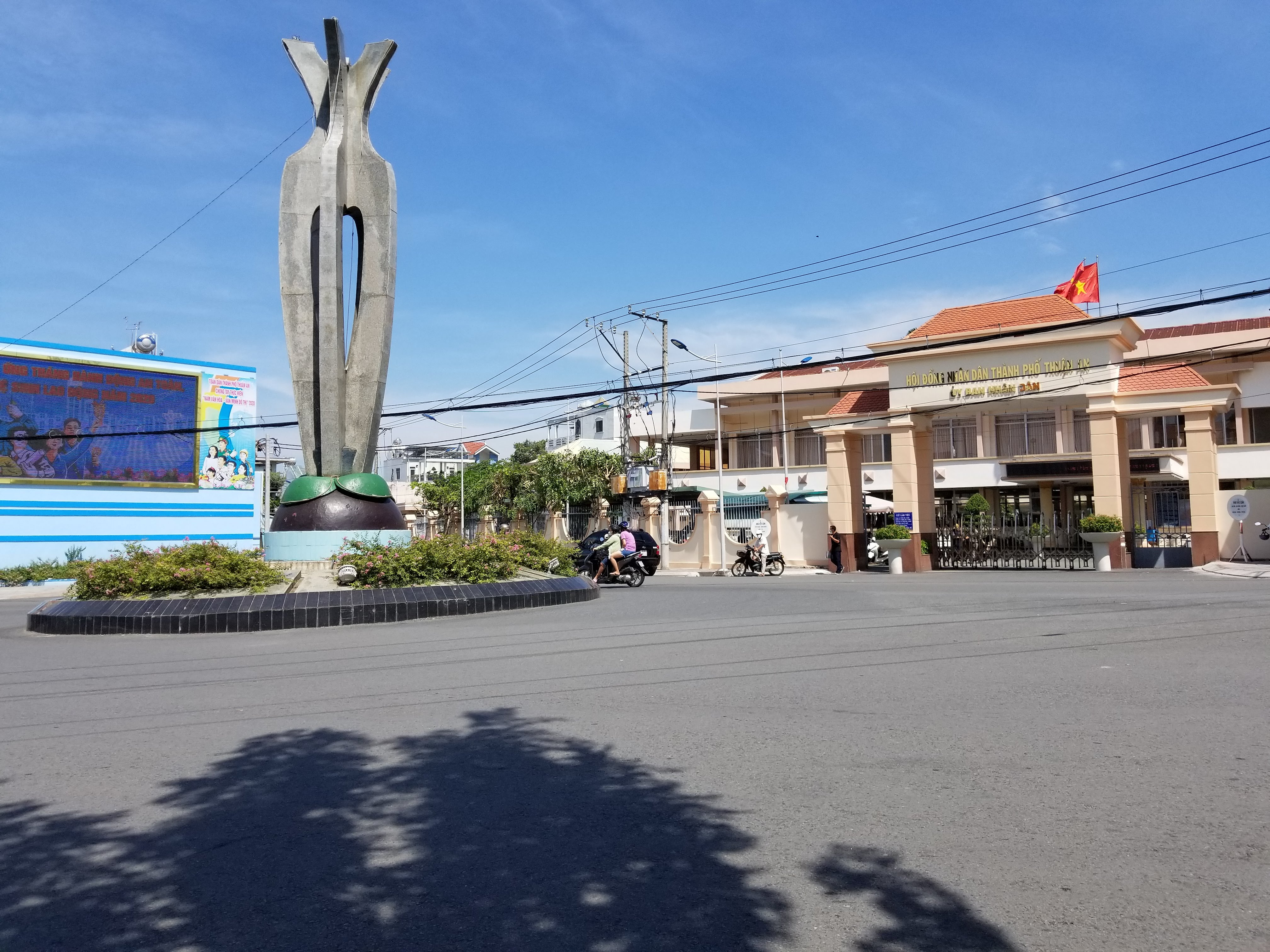
Vòng xoay UBND thành phố Thuận An